# Liebster Immanuel, Herzog der Frommen
Liebster Immanuel, Herzog der Frommen (BWV 123) ist eine Kirchenkantate von Johann Sebastian Bach. Er komponierte die Choralkantate, die auf dem Choral von Ahasverus Fritsch basiert, in Leipzig für das Fest Epiphanias und führte sie am 6. Januar 1725 erstmals auf.

## Geschichte und Worte
Bach schrieb die Kantate in seinem zweiten Jahr in Leipzig für das Fest Epiphanias (Erscheinung des Herrn), das die Weihnachtszeit beschloss und in diesem Jahr auf einen Samstag fiel; schon am Tag darauf folgte die Kantate Meinen Jesum laß ich nicht. Die vorgeschriebenen Lesungen für den Festtag waren Jes 60,1–6 , die Heiden werden sich bekehren, und Mt 2,1–12 , die Weisen aus dem Morgenland bringen dem neugeborenen Jesus als Geschenke Gold, Weihrauch und Myrrhe. Der Kantatentext basiert auf dem Choral in sechs Strophen von Ahasverus Fritsch. Der unbekannte Textdichter behielt die erste und letzte Strophe im Wortlaut bei und dichtete die übrigen Strophen zu ebenso vielen abwechselnden Rezitativen und Arien um. Der Text nimmt keinen besonderen Bezug auf die Lesungen, doch er erwähnt den Begriff Jesusname und spielt damit auf die Namensgebung an, die am 1. Januar gefeiert wurde. Der Dichter fügte die Formulierung „Heil und Licht“ ein, vermutlich als Hinweis auf die Erscheinung des Herrn, und spielt durch „Jesus, der ins Fleisch gekommen“ auf Weihnachten an. Davon abgesehen folgt der Text dem Thema des Chorals: kein „Höllenfeind“ – hier dürfte an Herodes gedacht sein –, weder Sünde und Tod noch Verachtung durch die „Welt“ können dem Glaubenden etwas anhaben, weil Jesus an seiner Seite ist. Bach führte die Kantate erstmals am 6. Januar 1725 auf.

## Besetzung und Aufbau
Die Kantate ist besetzt mit drei Solisten, Alt, Tenor und Bass, vierstimmigem Chor, zwei Flauto traverso, Oboe d’amore, zwei Violinen, Viola und Basso continuo.
1. Coro: Liebster Immanuel, Herzog der Frommen
2. Recitativo (Alt): Die Himmelssüßigkeit, der Auserwählten Lust
3. Aria (Tenor): Auch die harte Kreuzesreise
4. Recitativo (Bass): Kein Höllenfeind kann mich verschlingen
5. Aria (Bass): Laß, o Welt, mich aus Verachtung
6. Chorale: Drum fahrt nur immer hin, ihr Eitelkeiten

## Musik
Im Eingangschor benutzt Bach den Anfang der Choralmelodie als ein instrumentales Motiv, zunächst in einer langen Einleitung, dann als Gegenstimme zu den Gesangsstimmen. Sopran und Horn tragen den cantus firmus zeilenweise vor. Die Unterstimmen sind überwiegend homophon geführt, mit zwei Ausnahmen: der Text „Komme nur bald“ wird durch mehrfache Rufe anschaulich gemacht, und der Text der letzten Zeile wird vom Bass zunächst auf die Melodie der ersten Zeile gesungen, imitiert von Alt und Tenor, dann erst singt der Sopran die Melodie der letzten Zeile. Bach erreicht dadurch einen Bezug vom Ende des Satzes zum Beginn. Die dominierenden Holzblasinstrumente und der 9/8-Takt erzeugen pastoralen Charakter.
Die Tenor-Arie, die von den Oboi d’amore begleitet wird, spricht die „harte Kreuzesreise“ an, umgesetzt in einem chromatischen Ritornell in vier Takten in unaufhörlicher Modulation. Wenn das Ritornell am Ende des ersten Teils wiederkehrt, liegt die Chromatik im continuo, die Melodien sind beruhigt, vielleicht weil der Sänger zum Ausdruck bringt, dass er sich nicht fürchtet. Im Mittelteil wird „Sturmgewitter“ ausgemalt in schnellen Gesangsfiguren, die sich beruhigen, adagio, auf den Worten „Heil und Licht“, dem Bezug zu Epiphanias.
Die Bass-Arie beschrieb John Eliot Gardiner, der die Kantate auf der Bach Cantata Pilgrimage des Monteverdi Choir in der Nikolaikirche in Leipzig aufführte, als „one of the loneliest arias Bach ever wrote“ (eine der einsamsten Arien, die Bach je geschrieben hat). Der Sänger wird nur von einer Flöte und einem „staccato“ continuo begleitet.
Die Kantate wird mit einem ungewöhnlichen vierstimmigen Choral beschlossen. Der Abgesang der Barform wird wiederholt, und zwar piano. Der Grund ist wahrscheinlich, dass der Text mit den Worten „bis man mich einsten legt ins Grab hinein“ endet. Alfred Dürr bemerkt, dass nicht nur Bachs frühe Kantaten Gottes Zeit ist die allerbeste Zeit und Gott, wie dein Name, so ist auch dein Ruhm leise enden, sondern auch Also hat Gott die Welt geliebt, BWV 68.

## Einspielungen
- Die Bach Kantate Vol. 21, Helmuth Rilling, Gächinger Kantorei, Bach-Collegium Stuttgart, Helen Watts, Adalbert Kraus, Philippe Huttenlocher, Hänssler 1980
- J.S. Bach: Das Kantatenwerk – Sacred Cantatas Vol. 7, Nikolaus Harnoncourt, Tölzer Knabenchor, Concentus Musicus Wien, Solist des Tölzer Knabenchor, Kurt Equiluz, Robert Holl, Teldec 1982
- Bach Edition Vol. 3 – Cantatas Vol. 1, Pieter Jan Leusink, Holland Boys Choir, Netherlands Bach Collegium, Sytse Buwalda, Knut Schoch, Bas Ramselaar, Brilliant Classics 1999
- Bach Cantatas Vol. 18: Berlin / Weimar / Leipzig / Hamburg / For Christmas Day & for Epiphany / For the 1st Sunday after Epiphany, John Eliot Gardiner, Monteverdi Choir, English Baroque Soloists, Sally Bruce-Payne, James Gilchrist, Peter Harvey, Soli Deo Gloria 2000
- J.S. Bach: Complete Cantatas Vol. 14, Ton Koopman, Amsterdam Baroque Orchestra & Choir, Franziska Gottwald, Paul Agnew, Klaus Mertens, Antoine Marchand 2000
- J.S. Bach: Cantatas Vol. 32, Masaaki Suzuki, Bach Collegium Japan, Andreas Weller, Peter Kooij, BIS 2005
- Bach: Cantates pour la Nativité / Intégrale des cantates sacrées Vol. 4, Eric J. Milnes, Montréal Baroque, Monika Mauch, Matthew White, Charles Daniels, Harry van der Kamp, ATMA Classique 2007